# Rio Qora
Rio Qora é um rio da África do Sul.